# Auschwitz-per (Krakkó)
Az Auschwitz-per 1947. november 24-én kezdődött Krakkóban. A lengyel hatóságok 40, egykor az auschwitzi megsemmisítő táborban dolgozó vezetőt, tisztet, alkalmazottat állítottak bíróság elé. A per 1947. december 22-én fejeződött be.
A leghírhedtebb vádlottak Arthur Liebehenschel, egykori táborparancsnok, Maria Mendel, az auschwitzi női tábor vezetője, továbbá Johann Kremer SS orvos voltak. A többi 38 vádlott – 34 férfi, 4 nő – őrként vagy orvosként szolgált a tábor területén.

## Ítéletek
- Liebehenschel, Mandel, Kremer halálbüntetést kapott, csakúgy mint Hans Aumeier, August Bogusch, Therese Brandl, Arthur Breitwieser, Fritz Buntrock, Wilhelm Gehring, Paul Gotze, Max (Maximilian) Grabner, Heinrich Josten, Hermann Kirschner, Josef Kollmer, Franz Kraus, Herbert Ludwig, Karl Mockel, Kurt Mueller, Erich Muehsfeldt, Ludwig Plagge, Hans Schumacher, Paul Szczurek és Harvey Taunt. (Arthur Breitwieser és Johann Kremer büntetését életfogytig tartó szabadságvesztésre enyhítették).

- Luise Danz, Hans Koch, Anton Lechner, Adolf Medefind, Detlef Nebbe és Karl Seufert életfogytiglani szabadságvesztést kaptak;

- Alexander Bulow, Hans Hofmann, Hildegard Lächert, Eduard Lorenz, Alice Orlowski, Franz Romeikat és Johannes Weber 15 évnyi szabadságvesztést kapott;

- Richard Schroeder 10 éves, Erich Dinges 5 éves és Karl Jeschke 3 éves szabadságvesztést kapott.

- Hans Münch vádlottat felmentették.

A halálraítéltek büntetését a krakkói börtönben hajtották végre 1948. január 28-án.